# Devět skal
Devět Skal är ett berg i Tjeckien.   Det ligger i regionen Vysočina, i den centrala delen av landet, 120 km öster om huvudstaden Prag. Toppen på Devět Skal är 836 meter över havet, eller 86 meter över den omgivande terrängen. Bredden vid basen är 1,9 km. Devět Skal ingår i Žďárské vrchy.
Terrängen runt Devět Skal är platt norrut, men söderut är den kuperad. Runt Devět Skal är det ganska glesbefolkat, med 30 invånare per kvadratkilometer. Närmaste större samhälle är Žďár nad Sázavou Druhy, 11,7 km sydväst om Devět Skal. I omgivningarna runt Devět Skal växer i huvudsak barrskog.